# Абдемон (цар Сідона)
Абдемон (Абд-Амон) (д/н — бл. 404 до н. е.) — цар міста-держави Сідон в 424—404 роках до н. е. Відомий з напису, знайденого в Бустан аш-Шейху.

## Життєпис
Син царя Баалшиллема І. Ймовірно, ще за панування батька, згідно традиції, став співцарем. Втім власне спадкував трон близько 424 року до н. е. Втім невдовзі стикнувся з заколотом мешканців Тіра, який очолив Абдемон з тірського знатного роду. Наявність правителів з одним ім'ям і в один той саме час спричинило версію про їх тотожність. Проте це достеменно не підтверджено.
Карбував власну монету. Висувається гіпотеза, що за його замовленням виготовлено «Саркофаг сатрапа», який зберігається тепер в Археологічному музеї Стамбула.
Помер близько 404 року до н. е. Йому спадкував син Баана.